# Manuel Romero de Terreros
Manuel Romero de Terreros y Vinent (Ciudad de México, 24 de mayo de 1880 - Ibídem, 18 de abril de 1968) fue un escritor, articulista, historiador y académico mexicano, descendiente de Pedro Romero de Terreros, fundador del Nacional Monte de Piedad y primer conde de Regla, por lo que habría sido el heredero de los títulos de Marqués de San Francisco y Marqués de Pedreguera.[cita requerida]

## Estudios
Realizó sus primeros estudios en el Colegio Stonyhurst, presentó exámenes en la Universidad de Oxford y en la Universidad de Cambridge. Obtuvo las maestrías en literatura mexicana y en literatura inglesa. Estudió bajo tutores particulares hasta que, a la edad de 10 años, se matriculó en Stonyhurst, el 19 de septiembre de 1891.  Estudió el ratio studiorum y el curso de filosofía con el padre Maher, y abandonó Stonyhurst en 1899.[cita requerida]
En 1920, impartió algunos cursos en la Escuela Nacional de Altos Estudios de la Universidad de México y en el Museo Nacional de Artes Menores en México y España.[cita requerida]

## Articulista y escritor
En 1905, comenzó a escribir sobre temas bibliográficos, heráldicos y de genealogía, colaborando para la Revista Aráldica de Roma y en la revista Stonyhurst Magazine, en la cual aparecieron las primeras reseñas de sus obras genealógicas e históricas. En 1912, colaboró para Cosmos Magazine, y en los suplementos dominicales de El País Diario Católico Pro aris et focis certare. A lo largo de su vida continuó escribiendo artículos, que fueron publicados por el Instituto de Investigaciones Estéticas. Fue también autor de obras teatrales, pero se concentró en la historia del arte mexicano y en la historia social de las épocas novohispana y decimonónica.[cita requerida]

## Académico
Ingresó el 22 de abril de 1919 a la Academia Mexicana de la Lengua, con el discurso El estilo epistolar en la Nueva España, y ocupó la silla VI. Fue miembro de la Academia Mexicana de la Historia, ocupó el sillón 7, de 1919 a 1968, y fue director en varias ocasiones. Fue miembro correspondiente de la Real Academia de Bellas Artes de San Fernando de Madrid y de la Academia de la Arcadia de Roma, con el nombre emblemático de Gliconte Tirio.[cita requerida]
Fue miembro de la Soberana Orden de Malta y de la Orden del Santo Sepulcro. Desde 1944, formó parte del Instituto de Investigaciones Estéticas de la Universidad Nacional Autónoma de México. Murió el 18 de abril de 1968 en la Ciudad de México.

## Obras
- Los condes de Regla: apuntes biográficos (1909)
- Apuntes biográficos del Ilmo. Sr. D. Juan Gómez de Parada, obispo de Yucatán, Guatemala y Guadalajara (1911) artículo
- Damas mexicana. Venus y las tres gracias (1912) artículo
- Florecillas de san Felipe de Jesús (1919)
- Hernán Cortés, sus hijos y nietos, caballeros de las órdenes militares (1919 y 1944)
- El condado de Regla en 1810
- Veleidades de Santa Anna
- La condesa escribe
- Los funerales de Juárez
- A Brief Anthology of Mexican Prose
- Bibliografía de los cronistas de la Ciudad de México (1926)
- Breves apuntes sobre la escultura colonial de los siglos XVII y XVIII en México (1930)
- Siluetas de antaño. Menudencias de nuestra historia (1937)
- Grabados y grabadores en la Nueva España (1948) (Profusamente ilustrado)
- La bibliografía de Luis Lagarto (1950)
- El arte en México durante el virreinato (1951)
- La Iglesia y convento de San Agustín (1951, Instituto de Investigaciones Estéticas, Universidad de México), 73 pp.)
- Los jardines de la Nueva España
- Historia sintética del arte colonial de México
- Artes industriales en la Nueva España (edición revisada y anotada por María Teresa Cervantes de Conde y Carlota Romero de Terreros de Prévoisin, 1982)
- Antiguas haciendas de México (1956)
- Teatro breve (1956)
- La puerta de bronce y otros cuentos (1957)